# 福鲁阿
福鲁阿（西班牙語：Forúa）是西班牙巴斯克自治区比斯开省的一个市镇。总面积8平方公里，总人口987人（2001年），人口密度123人/平方公里。